# Salvador Allende
Salvador Guillermo Allende Gossens (Valparaiso, 26. srpnja 1908. – Santiago, 11. rujna 1973.) je bio čileanski liječnik, političar i državnik. Allende je bio prvi marksist koji je postao predsjednik neke zemlje u Latinskoj Americi kroz otvorene izbore.
Allendeovo je sudjelovanje u političkom životu Čilea trajalo u razdoblju od gotovo četrdeset godina. Kao član Socijalističke partije, bio je senator, zastupnik i ministar u vladi. On se neuspješno kandidirao za mjesto predsjednika na izborima 1952., 1958. i 1964. godine. Godine 1970., on je u na tijesnim izborima osvojio mjesto predsjednika. Izabran u drugom krugu u Kongresu jer nijedan kandidat nije dobio većinu.
Kao predsjednik, Allende je usvojio politiku nacionalizacije industrije i kolektivizacije; zbog tih i drugih čimbenika, sve napetiji odnosi između njega te zakonodavne i sudbene vlasti Čilea - koji nisu dijelili njegov entuzijazam za socijalizaciju – kulminirali su u izjavi o "ustavnom raspadu" od strane Kongresa. Većina zastupnika iz desnog centra, uključujući kršćanske demokrate, čija je podrška omogućila Allendeov izbor, osudila je njegovu vladavinu kao neustavnu i pozvala na njegovo svrgavanje silom. Dana 11. rujna 1973. godine vojska je svrgnula Allendea u državnom udaru pod pokroviteljstvom američke CIA-e. Kako su vojnici okružila palaču La Moneda, Allende je dao svoj posljednji govor prisižući da neće podnijeti ostavku. Preminuo je kasnije toga dana u nejasnim i kontroverznim okolnostima.
Nakon uklanjanja Allendea, general Augusto Pinochet je odbio vratiti vlast civilnoj Vladi te je u Čileu zavladala vojna hunta koja je bila na vlasti od 1973. do 1990. godine, završavajući gotovo 41 godinu dugu čileansku demokratsku vladavinu. Vojna hunta koja je preuzela vlast raspustila je Kongres Čilea i počela progon navodnih disidenata, u kojima su ubijene tisuće Allendeovih pristaša.